# Nam Man

Bản đồ thời nhà Chu gồm Hoa Hạ bao quanh là Tứ Di: Đông Di, Bắc Địch, Tây Nhung và Nam Man

Những bộ lạc man rợ theo Trung Quốc. Những người ở phương Đông gọi là Đông Di (東夷), phương Tây gọi là Tây Nhung (西戎), phương Nam gọi là Nam Man (南蠻), và phương Bắc gọi là Bắc Địch (北狄).

Nam Man (南蠻, nghĩa là "người man rợ phương Nam") là thuật ngữ hàm ý miệt thị trong lịch sử Trung Quốc để chỉ cộng đồng nông nghiệp Bách Việt ở phía Nam Trung Quốc.
Thuật ngữ nằm trong lý thuyết Địa lí Trung Quốc thời phong kiến, coi "Trung Quốc" là "nước ở trung tâm" và người ở đó được coi là người đã giáo hóa văn minh, còn xung quanh là bốn phương "man di mọi rợ", gọi là Tứ di. Vùng đất khởi phát của người Trung Quốc là vùng Hoa Hạ (華夏) , và là nguồn của các thuật ngữ Trung Hoa, người Hoa. Người ở phương Đông gọi là Đông Di (東夷), phương Tây gọi là Tây Nhung (西戎), phương Nam gọi là Nam Man (南蠻), và phương Bắc gọi là Bắc Địch (北狄), trong đó các chữ tượng hình chỉ các nhóm này đều có phần biểu thị "sâu bọ thú vật" . Ngày nay chữ Hán đã lược bỏ phần biểu tượng này đi, nên trong các chữ Hán dẫn ra ở trên chỉ còn có ở chữ Địch (狄) và Man (蠻).

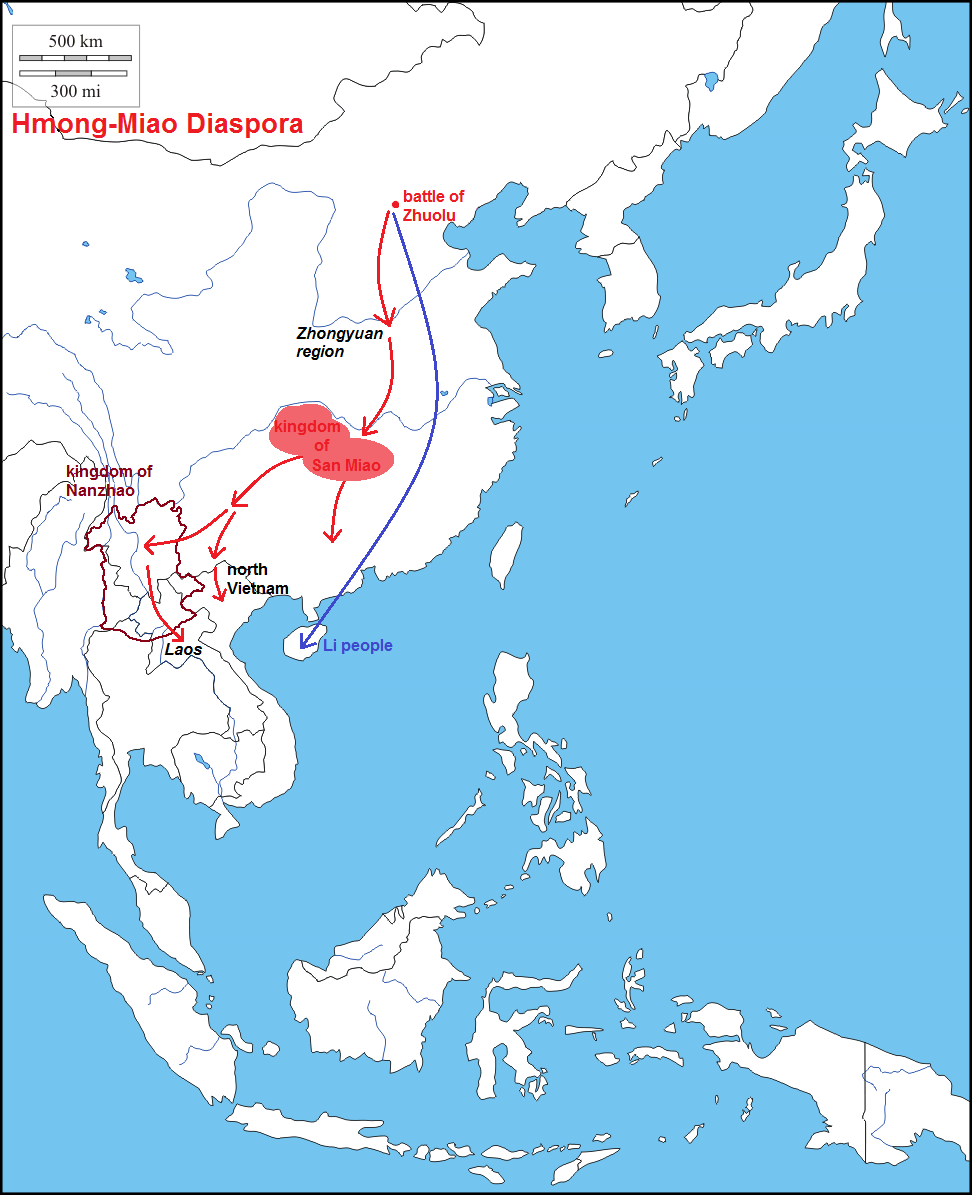
Tam Miêu và di cư của người H'Mông

Xung đột lớn và kéo dài của người Hoa với Nam Man là xung đột giữa nhà Thương và đất nước Văn Lang (thế kỉ 16 TCN), xung đột giữa nhà Hán với Nam Việt vương quốc hùng mạnh ở phía nam sông Trường Giang vào thế kỷ 3 trước Công nguyên do người Bách Việt dẫn đầu. Người Hoa đã chinh phục, đồng hóa thành công người Bách Việt, và đẩy dần người Bách Việt về phương nam. Trong thời kỳ Tam Quốc, người Miêu dưới sự lãnh đạo của Mạnh Hoạch đã nhiều lần nổi lên chống lại Thục Hán, sau khi Mạnh Hoạch bị Gia Cát Lượng bắt và thả 7 lần đã quy phục Thục Hán . Nam Chiếu thường xuyên cống nộp thông qua Kiếm Nam Tiết độ sứ (劍南節度使).
Trong thời nhà Đường, người Miêu (Hmong) ở khu vực tây nam cùng với người Bạch và người Di (người Lô Lô) lập ra  Mông Xá Chiếu (蒙舍詔) hay Nam Chiếu (南詔), đã thống nhất Lục Chiếu và thành lập nhà nước độc lập đầu tiên đầu thế kỷ 6. Khi nhà Đường dần suy yếu, Nam Chiếu, sau là Vương quốc Đại Lý, giành được độc lập nhiều hơn. Tuy nhiên năm 1253 vương quốc bị Nhà Nguyên chinh phục và đồng hóa. Trong khi đó, một số ảnh hưởng của nền văn hóa Nam Chiếu tiếp tục được truyền xuống phía Nam.
Ở Việt Nam, các vương triều cũng dùng từ Nam Man hoặc man di để chỉ các dân tộc Chiêm Thành, Khmer, Mã Lai, Java, các sắc dân thiểu số ở vùng Tây Nguyên.